# Joya Marleen
Joya Marleen (Sankt Gallen, 28 april 2003) is een Zwitsers zangeres.

## Biografie
Marleen groeide op in een muzikaal gezin. Haar vader Kuno Schedler is hoogleraar aan de Universiteit van Sankt Gallen en tevens hobbymuzikant. Als kind stond Marleen al op het podium. Vanaf haar twaalfde leerde ze zichzelf gitaar spelen en haar eigen liedjes te schrijven. In 2016 trad Marleen voor het eerst op in het openbaar met eigen composities en covers. Haar geluid is geïnspireerd op artiesten als Tracy Chapman en Billie Holiday. Marleen spreekt Duits, Zwitserduits, Frans en Engels.
In 2020 brak Marleen door met haar debuutsingle "Nightmare". Deze single behaalde de eerste plaats in de Schweizer Hitparade, de eerste keer dat een vrouwelijke soloartiest dit voor elkaar kreeg in Zwitserland. In het voorjaar van 2023 nam Marleen deel aan het vierde seizoen van het televisieprogramma "Sing meinen Song – Das Schweizer Tauschkonzert", de Zwitserse versie van Beste Zangers. De tweede aflevering, die werd uitgezonden op 15 maart 2023, draaide om Marleen's muziek.
Marleen won in 2024 vier Zwitserse muziekprijzen. Daarnaast trad ze op met een uitverkochte clubtournee en volgden optredens op festivals in Zwitserland, Oostenrijk, België en Nederland. Op 17 januari 2025 bracht Marleen haar debuutalbum "The Wind is Picking Up" uit.

## Discografie

### Albums
| Jaar | Titel                  |
| ---- | ---------------------- |
| 2023 | Fish In Your Glass     |
| 2025 | The Wind is Picking Up |

### Ep's
| Jaar | Titel        |
| ---- | ------------ |
| 2021 | Joya Marleen |

### Singles
| Jaar | Titel             |
| ---- | ----------------- |
| 2020 | Nightmare         |
| 2020 | It's Been a While |
| 2021 | Driver            |
| 2021 | Softly Speaking   |
| 2022 | Mirrors           |
| 2022 | Next to You       |